# Europa (sito web)
Il sito europa.eu è il portale web dell'Unione europea, che permette la navigazione verso le agenzie e istituzioni comunitarie, i comunicati stampa e risorse audio e video relative alla Commissione e al Parlamento europeo.
Il portale collega i vari siti dell'UE, come ad esempio EUR-Lex, banca dati dei testi di diritto comunitario, o Salute-EU, dedicato alla salute pubblica; ogni sito collegato riporta come URL il sottodominio .europa.eu
Il portale è tradotto in tutte le lingue degli Stati membri, sebbene normalmente le lingue "di lavoro" siano inglese, francese e tedesco. Nel 2007, in occasione del cinquantesimo anniversario del Trattato di Roma, l'allora Commissario europeo Franco Frattini criticò la mancata traduzione in italiano del sito dedicato all'evento.